# Svenigora
Svenigora (russisk: Звeнигopа) er en sovjetisk film fra 1927 af Aleksandr Dovsjenko.

## Medvirkende
- Georgij Astafjev
- Nikolaj Nademskij
- Vladimir Uralskij
- Aleksandr Podorozjnyj som Pavel
- Semjon Svasjenko som Timosjka